# Selecció d'hoquei sobre patins femenina dels Estats Units
La selecció d'hoquei sobre patins femenina dels Estats Units representa la Federació dels Estats Units de Patinatge en competicions internacionals d'hoquei sobre patins. La federació americana es va fundar l'any 1972 però la primera participació en un campionat del món no fou fins a l'any 1992.
El seu millor resultat en un campionat del món fou el quart lloc a Honjō (Japó).